# Bombardement d'Odessa (1854)
 (juin 2025).
 (juin 2025).
Guerre de Crimée
Le bombardement d'Odessa est une opération militaire conjointe de la France et du Royaume-Uni sur la ville d'Odessa où se trouvait alors une partie de la marine impériale russe, la flotte de la mer Noire. Cette action est le premier combat de la Guerre de Crimée où participèrent Français et Britanniques. C'est une victoire des coalisés Franco-Britanniques. Elle eut lieu en réponse au non respect du droit de la guerre : les Russes avaient tiré en direction d'un navire avec un drapeau blanc transportant le consul britannique.

## Contexte
Au XIXe siècle, l'Empire ottoman est dans une phase de déclin qui menera à sa dislocation en 1922. L'empire ottoman a dû accepter en 1830 l'indépendance de la Grèce à la suite de l'intervention des grandes puissances européenne. En Russie, depuis Pierre le Grand, le pays cherche à avoir accès aux mers chaudes et libres notamment via la Méditerranée orientale. Nicolas Ier, tsar de toutes les Russies, suit un double objectif : comme par le passé avoir accès aux mers chaudes, mais aussi faire de la Russie la championne de l'orthodoxie en « libérant » les peuples slaves et orthodoxes des Balkans sous domination ottomane, et prendre la place de la France en tant que protectrice des chrétiens d'orient.
En juin 1853, la Russie envahi les principautés danubiennes ancêtre de l'actuel Roumanie,. Les Ottomans réagissent, et, le 4 octobre 1853, la guerre est déclarée entre l'empire ottoman et l'empire russe. Les affrontements terrestres tournent à l'avantage des Ottomans, mais les Russes ont la maîtrise des mers. Ce qui décidera l'entrée en guerre de la France et de la Grande-Bretagne est la bataille de Sinope, où la flotte de la mer Noire réduit à néant la marine ottomane. Le Royaume-Uni soucieux de sa politique d'équilibre des nations n'avait pas donné suite à la proposition de Nicolas 1er de définir des sphère d'influence entre les deux empires en mettant fin à la rivalité dite du Grand Jeu et donc préparer le démembrement de l'empire ottoman. Cette proposition faisait suite au traité de Londres qui donna à l'Égypte une plus grande autonomie. La proposition russe fit craindre aux Britanniques que les Russes deviennent trop puissants : une puissance hégémonique russe pouvait menacer leurs intérêts notamment en Inde. C'est dans ce contexte que, le 27 mars 1854, la France et le Royaume-Uni déclarèrent la guerre à l'empire russe.

### L'incident diplomatique

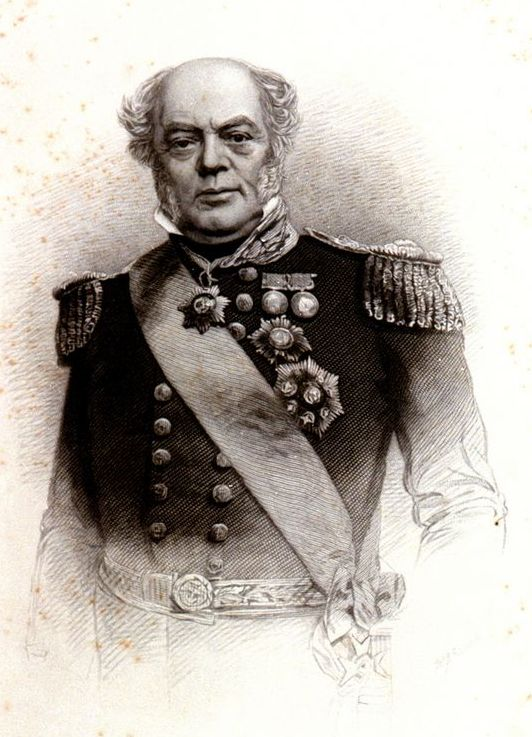
Sir James Dundas.

Du fait de la déclaration de guerre, le gouvernement britannique envoya la frégate HMS Furious, commandée par le capitaine William Loring, chercher le consul britannique dans le port d'Odessa. Le capitaine envoya une petite embarcation avec un drapeau blanc chercher le consul. Après avoir récupéré le consul et en sortant du port, les britanniques reçurent des tirs d'artillerie de gardes-côtes dans leur direction. Le vice-amiral James Whitley Deans Dundas demanda alors des explications au lieutenant général Dmitri von der Osten-Sacken, gouverneur militaire d'Odessa, pour avoir bafoué le droit de la guerre. La réponse du lieutenant général von der Osten-Sacken fût jugée inacceptable par l'Amirauté britannique et une expédition punitive conjointe avec la marine impériale fût montée. Dans un article publié dans le New York Daily Tribune daté du 16 mai 1854, Karl Marx rapportait que les Russes avaient affirmé que le Furious effectuait en réalité une reconnaissance secrète du port, comme l'avait fait le Retribution quelque temps plus tôt, entrant dans le port de Sébastopol sous prétexte de livrer des dépêches, mais effectuant également une étude des défenses, comme l'avait admis la presse britannique. Marx a également souligné le « ridicule » des Alliés exigeant de telles justifications pour lancer une attaque contre une base navale ennemie en temps de guerre.

## L'attaque sur Odessa

### Les forces franco-britanniques
L'escadre qui devait rendre « justice » se composait notamment de huit frégates à vapeur à roues à aubes : les navires français, Descartes, Mogador, Charlemagne et Vauban, et les navires britanniques Furious, Retribution, Sampson, Terrible et Tiger. Ces navires étaient soutenus par la frégate à hélice britannique Highflyer, la frégate à voile de quatrième ordre Arethusa, le navire à vapeur Sans Pareil et la corvette à hélice française Caton. Il y avait aussi six bateaux armés de roquettes de 24 livres ; deux chez le Britannia et une chez l'Agamemnon, le Trafalgar, le Sans Pareil et l'Highflyer.

### Le bombardement

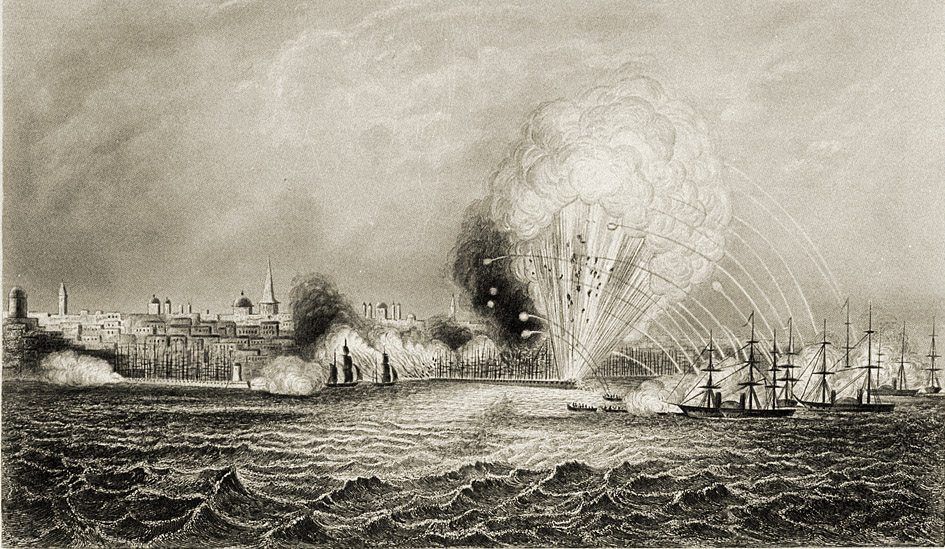
Destruction du môle par les tires du Terrible.

Le 22 avril, les navires franco-britanniques se présentèrent au large d'Odessa vers 5h du matin. La première division composée du Descartes, du Sampson, du Tiger et du Vauban arriva en premier et ouvrit le feu sur les défenses russes à 1 800 mètres de celles-ci, ce qui ne produit guère d'effets. Le Vauban fût touché par un boulet rouge entraînant un incendie à bord du navire, forçant le capitaine de vaisseau de Poucques d'Herbinghem à devoir temporairement se retirer pour ne pas être davantage fragilisé. Le Vauban revint bientôt en compagnie de la corvette Caton. La deuxième division arriva par la suite avec le Furious, le Terrible, le Retribution, le Charlemagne et le Mogador, tandis que l'Arethusa, le Highflyer et le Sans Pareil restèrent plus au large en réserve. Les franco-britanniques sous le commandement de James Dundas se rapprochèrent de la côte. Le Terrible ouvrit le feu sur le môle et fit de gros dégâts à l'entrée du port. Les coalisés se mirent à bombarder les navires russes ancrés dans le port et 24 navires russes prirent feu.
Des navires français et britanniques de commerce qui étaient retenus dans le port profitèrent de la situation pour échapper aux russes et sortir du port. Les Ship's boat se rapprochèrent de la ville et bombardèrent avec leurs fusées les entrepôts du chantier naval qui prirent feu. A la fin du bombardement de la ville, l'Arethusa engagea les batteries sud de la ville avant d'être rappelé par Dundas. L'attaque pris fin à 17h30 et les coalisés prirent le large mais restèrent non loin du port, à bonne distance pour observer Odessa sans être sous le feu des batteries de gardes-côtes. Les tirs qui avaient visé les infrastructures portuaires causèrent un grand feu qui se propagea dans la ville. Les pertes des franco-britanniques étaient insignifiantes, deux morts et un blessé sur le Vauban, trois blessés sur le Retribution, six blessés sur le Sampson, et un tué et quatre blessés sur le Terrible et sur les principaux bâtiments,. Le bombardement eu pour conséquence de neutraliser le port d'Odessa et la flotte de la mer noire. Cela permis aux Français, Britanniques, Ottomans et Piémontais de porter la guerre en Crimée et de pouvoir isoler le port de Sébastopol.

L'aspirant de 2e classe Henri Rieunier (1833-1918) raconte sa participation à cette bataille à bord du navire le Charlemagne :

« … Le samedi 22 avril 1854, l'escadre fait feu contre les batteries du port de guerre d'Odessa et incendie les bâtiments de ce port. L’Aréthuse va tirer quelques bordées sur la batterie située au sud de la ville… Le Descartes, grand vapeur de 540 ch armé de 20 canons, s'embrase, deux bâtiments britanniques ont fait de même. Les vapeurs tirent tous à obus à grande distance de 8 à 12 encablures. La canonnade continue entre la terre et les bâtiments à vapeur. À midi 49 minutes, le fort qui se trouve sur le môle impérial prend feu et saute, à 1 heure, la canonnade cesse un peu, à 3 heures, recommence, à 3 h 35 minutes, un fort au fond de la rade prend feu… Les bâtiments qui se trouvent le long du môle impérial brûlent. On en voit plusieurs qui s'inclinent, et coulent. Le feu dure toute la nuit. Le Sans Pareil et deux autres corvettes britanniques se sont tenues à l'écart et signalent que tous les obus tombent dans la bonne direction. Au commencement du feu, trois navires marchands et quelques Britanniques s'échappent du port de la quarantaine. Le fort du môle impérial leur tire dessus. Le dimanche 23 avril, le feu brûle encore à terre… La citadelle et le port d'Odessa bombardés, la flotte franco-britannique eut soin d'épargner la ville… »